# Frick Building
El Frick Building es un edificio del centro de la ciudad de Pittsburgh, en el estado de Pensilvania (Estados Unidos). La torre fue construida y lleva el nombre de Henry Clay Frick, un productor industrial de coque que creó una cartera de edificios comerciales en Pittsburgh. El edificio está incluido desde 1978 en el Registro Nacional de Lugares Históricos.

## Historia
La torre fue construida directamente adyacente a un edificio propiedad de su socio comercial y rival Andrew Carnegie, en el sitio de la Iglesia Episcopal de San Pedro. Frick, quien tuvo un feudo con Carnegie después de que se separaron como socios comerciales, hizo que el edificio fuera diseñado para ser más alto que el de Carnegie con el fin de abarcarlo en constante sombra.
El Frick Building se inauguró el 15 de marzo de 1902 y originalmente tenía veinte pisos. Era el edificio más alto de la ciudad en ese momento.  Una nivelación del paisaje circundante que se completó en 1912 hizo que el sótano se convirtiera en la entrada, por lo que algunas fuentes atribuyen al edificio veintiún pisos. Se eleva 100 m sobre el centro de Pittsburgh. Su dirección es 437 Grant Street y también es accesible desde Forbes y Fifth Avenues.
El arquitecto del edificio fue Daniel H. Burnham de D.H. Burnham & Company, Chicago.
El piso superior, que estaba reservado para The Union Club of Pittsburgh incluye un balcón alrededor del perímetro del edificio, un techo alto hecho a mano y accesorios de puertas de bronce pesados y elaborados. Originalmente, H.C. Frick lo utilizó como su oficina personal y como lugar de encuentro y club social para industriales adinerados. En el piso 19 estaba la ducha personal de Frick. En ese momento, no se había construido ninguna otra ducha tan alta sobre el nivel del suelo, porque el agua no se podía bombear tan alto con la tecnología de la época. La ducha, que no funciona, todavía existe en el piso 19 en la actualidad.
Como corresponde a un edificio creado para un hombre que prometió ser millonario a los treinta años, el vestíbulo cuenta con un elegante vitral de John LaFarge, titulado Fortune and Her Wheel (1902). Los dos leones centinela de bronce (1904) en el vestíbulo fueron creados por el escultor Alexander Proctor. Un busto de Frick por la escultora Malvina Hoffman (1923) se exhibe en el vestíbulo trasero, que se extiende desde Forbes hasta la Quinta Avenida.
Durante un tiempo, el edificio fue la sede central del negocio familiar de whisky de Frick, Old Overholt. La central supervisaba una red de oficinas de ventas en los Estados Unidos.

## Galería

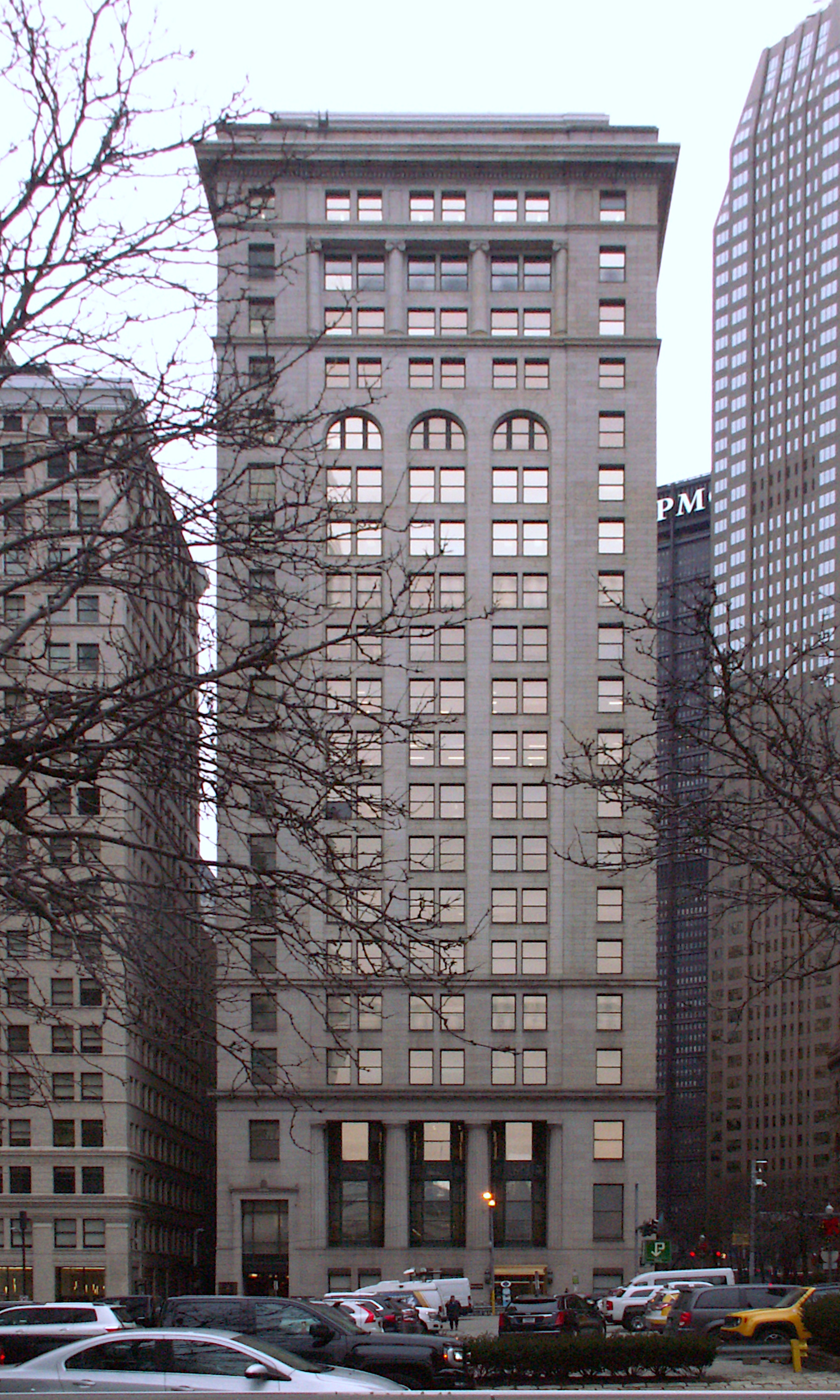
Fachada
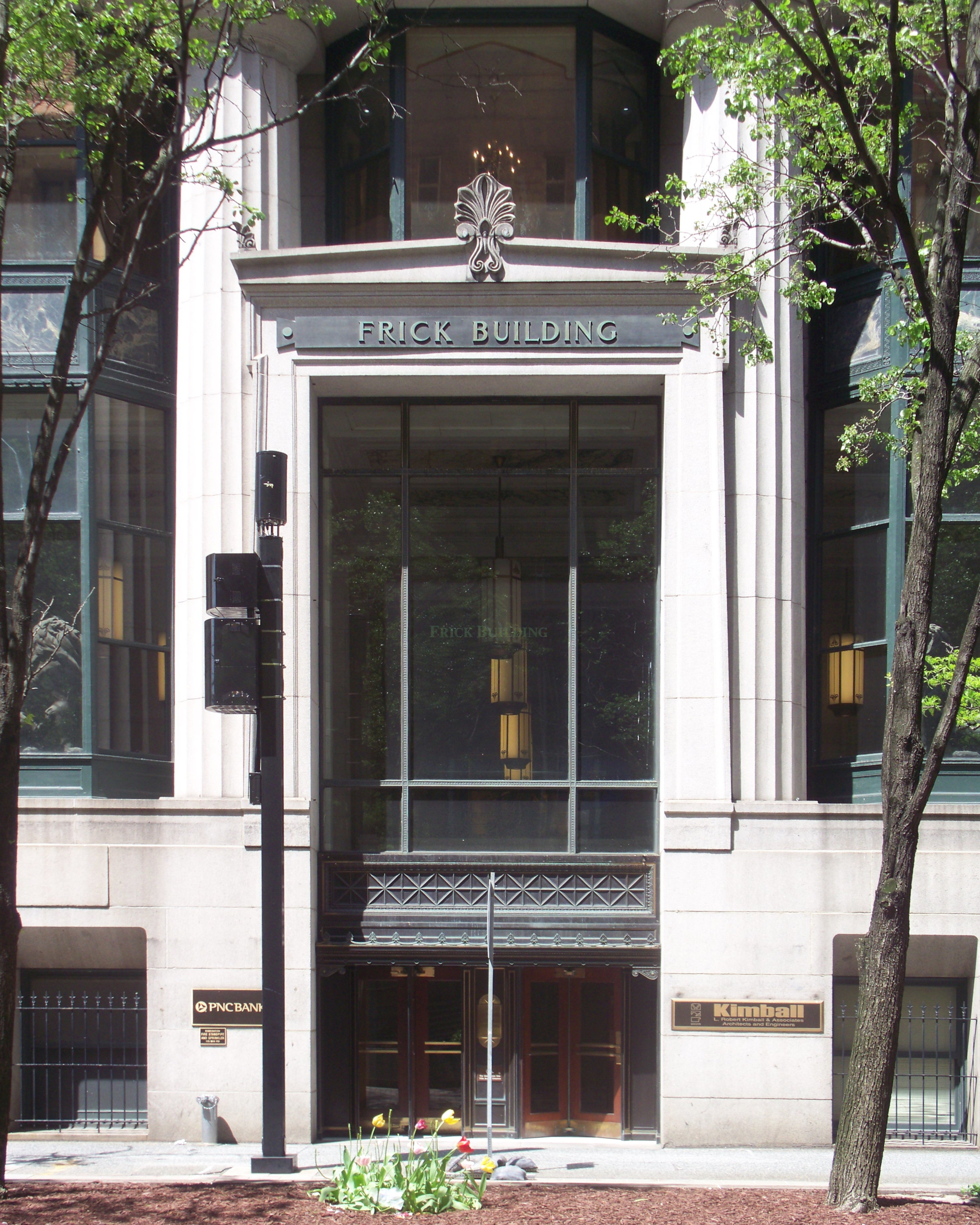
Entrada principal
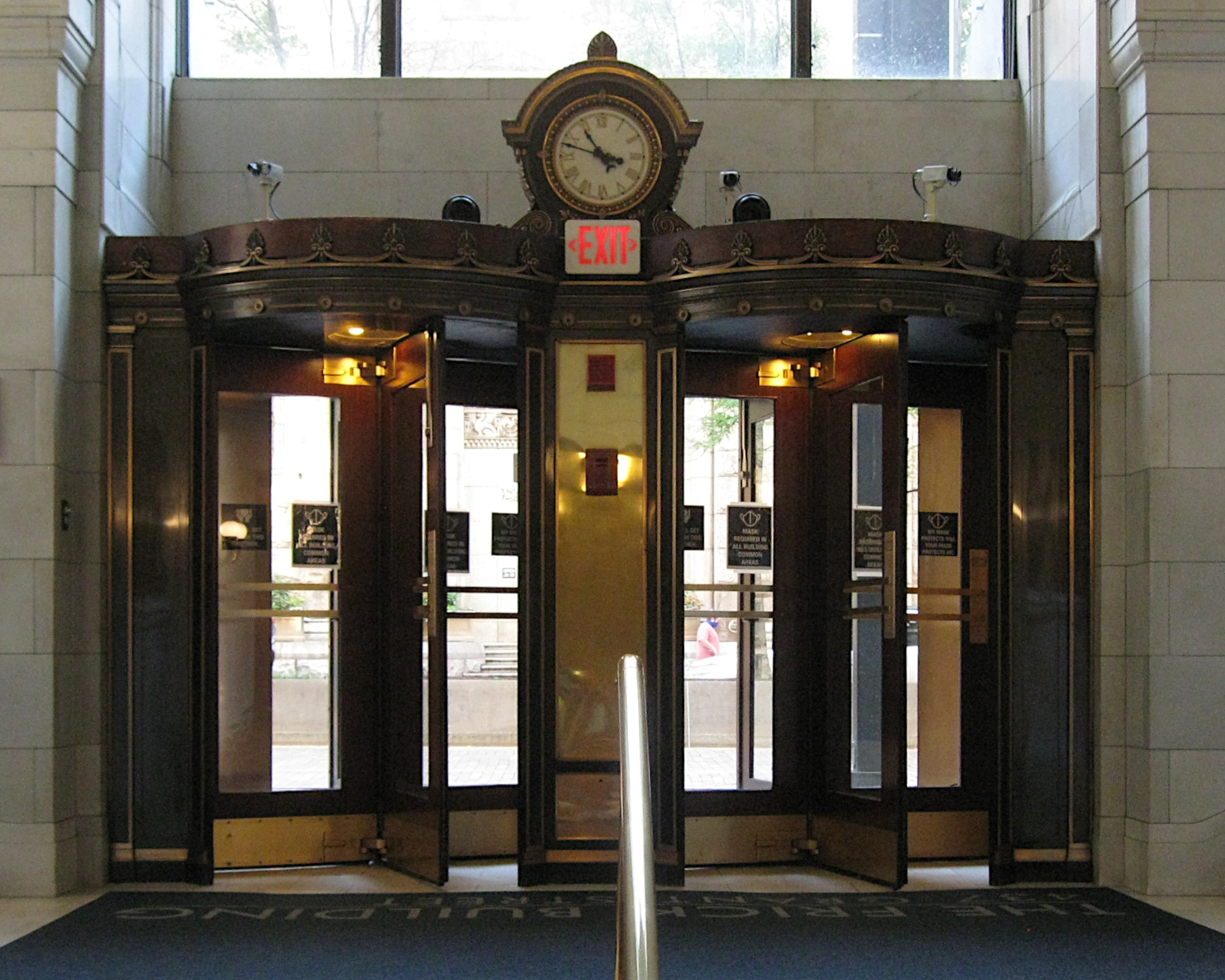
Puerta giratoria
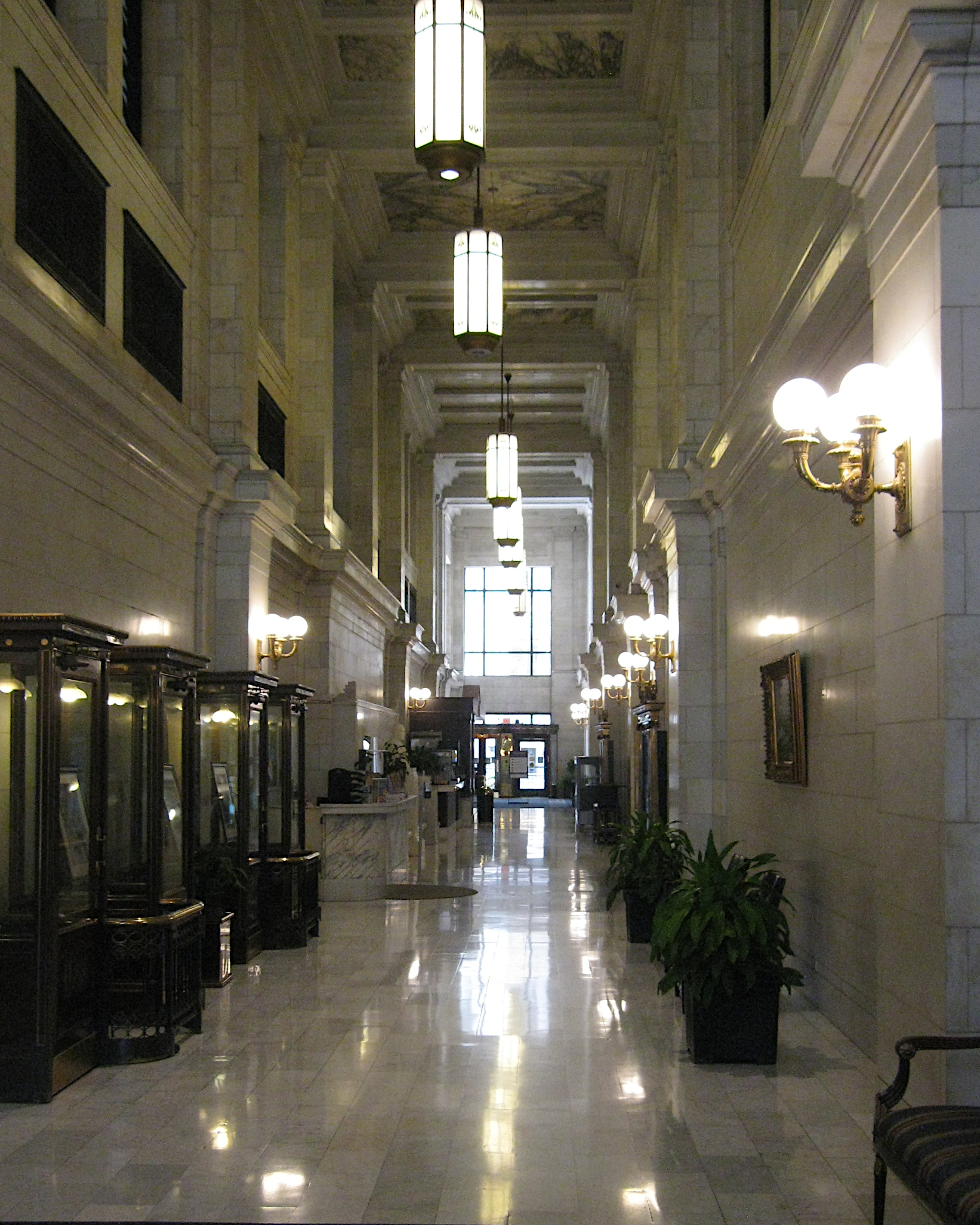
Vestíbulo
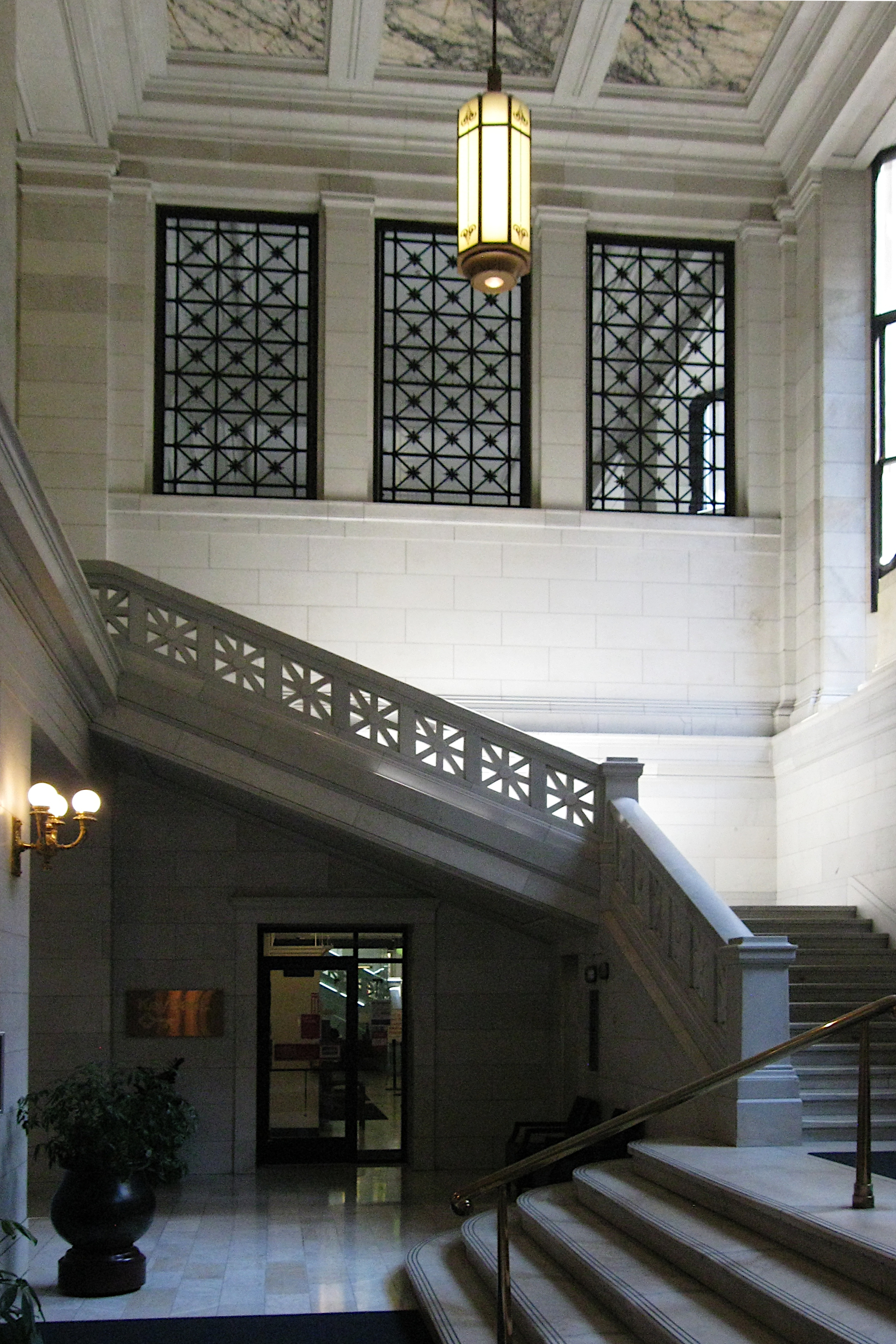
Escaleras interiores
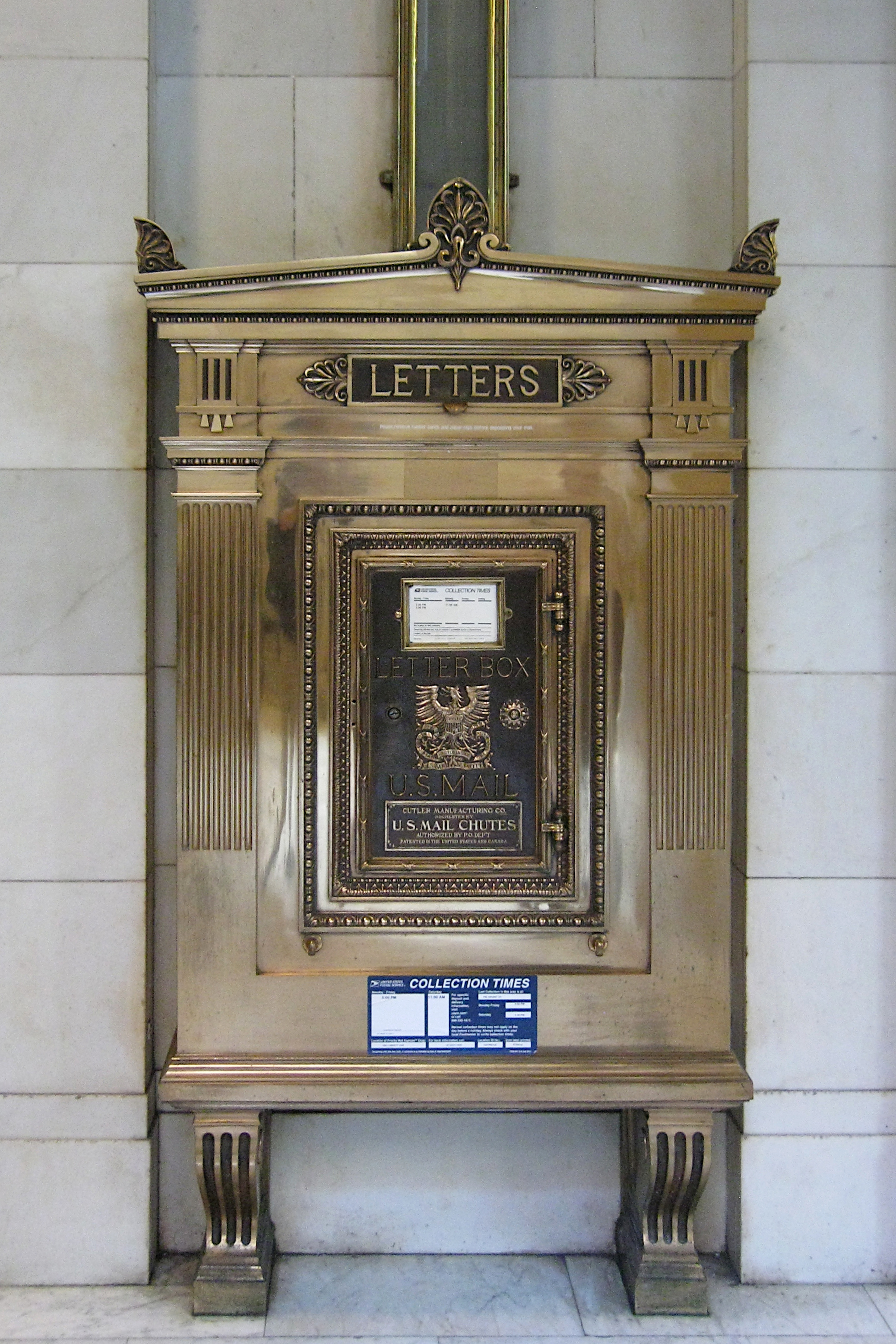
Buzón original
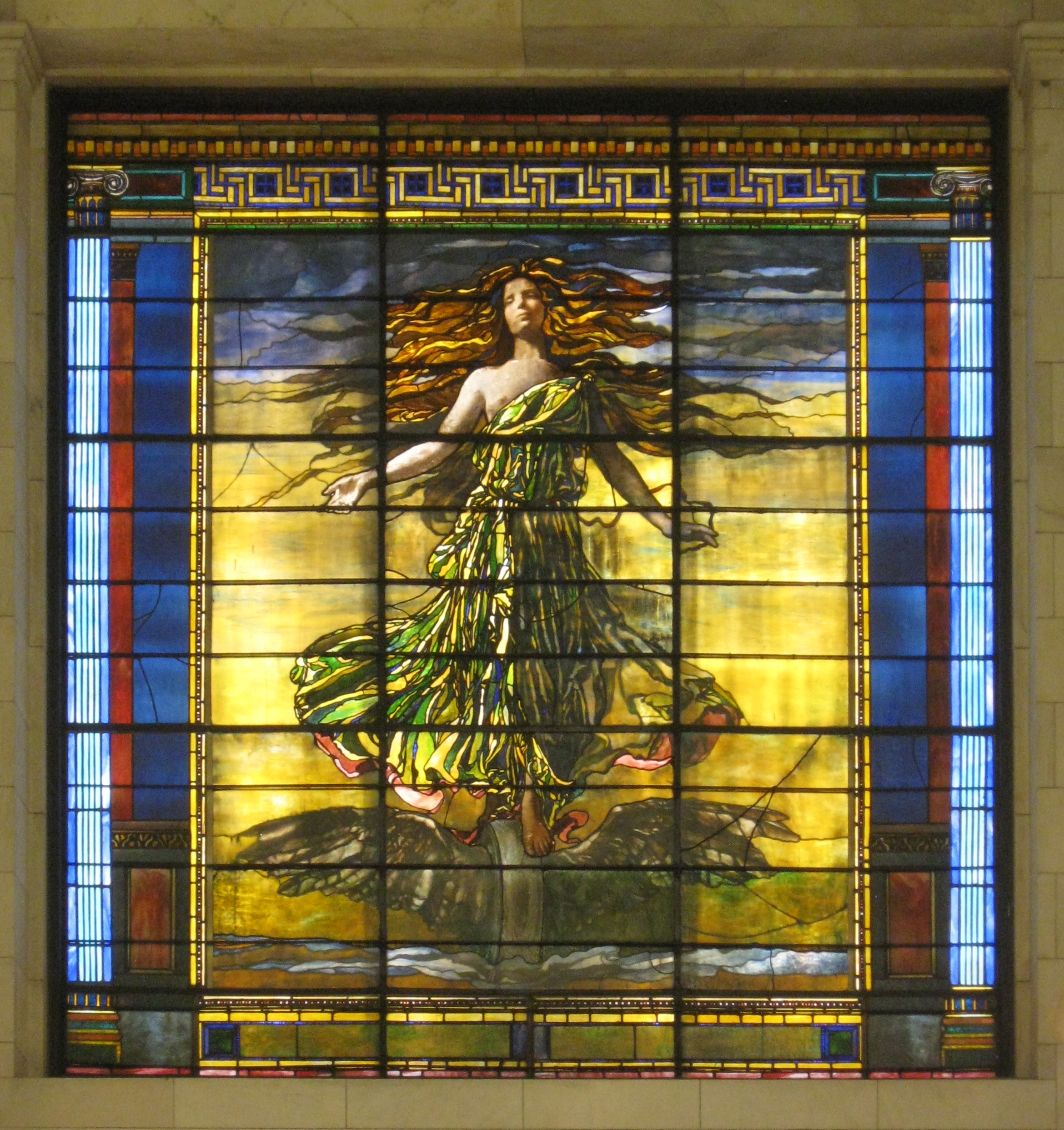
Vitral Fortune and Her Wheel de John LaFarge